# 晚清七十年
《晚清七十年》是历史学家唐德刚的一本名作，该书阐述了唐德刚对太平天国到辛亥革命这段历史中的重大事件的观点和他对中国社会文化转型的看法，由九十年代發表文章（多发表在台湾《传记文学》月刊）集合而成。

## 内容
全书共计627页，分为五部：海外为一套书，共计五本。
- 中国社会文化转型综论
- 太平天国
- 甲午战争与戊戌变法
- 义和团与八国联军
- 袁世凯、孙文与辛亥革命。

本书中，唐德刚比较了洪秀全与严新、尤利烏斯·凯撒、毛泽东的异同，指出李鸿章+慈禧太后组合与周恩来+毛泽东组合的共同点，公车上书与六四学潮的比较。其中对毛泽东、周恩来、邓小平等中共领导人的评价与大陆的官方评价相差甚远，而且涉及六四事件等敏感事件；因此岳麓书社在大陆出版该书时删节了2/3，虽仍然被中国大陆禁止，但在不少二手书籍网站仍然有贩卖。

## 評價
書中提到翁同龢因支持维新而被慈禧太后罢黜，根據吳相湘的研究則認為翁同龢罢官完全出于光绪帝旨意。
書中仍延續蔣介石的四百萬大軍被中共的小米加步槍打敗的神話。現代中共黨史專家亦不否認中共在内戰期間獲得史達林的大量軍援，國軍的重大傷亡都來自現代化砲火，絕非鳥槍。